# Johannes Larsson (gitarrbyggare)
Johannes Peter Larsson, född 6 maj 1985 i Nyköping, är en svensk gitarrbyggare och entreprenör. Han är en av grundarna till Pro Guitar och under 2011 utvecklade Larsson tillsammans med Rickard Östergård världens första gitarrstämmare för webben.
Efter studier till elektroingenjör vid Örebro universitet och klassisk gitarr i Linköping,  spenderade Johannes Larsson tre år på Musikinstrumentakademien i Stockholm för att utbilda sig till gitarrbyggare.
Under hösten 2014 startade han ett forskningsprojekt tillsammans med den amerikanska gitarrbyggaren Gregory Byers i Kalifornien för att kartlägga hur olika klassiska gitarrkonstruktioner påverkar gitarrens ton.
År 2014 blev Larsson den första gitarrbyggaren som tilldelats ett pris ur Olle Adolphsons minnesfond och då tillsammans med den legendariske jazz-musikern Georg Riedel.